# Nana Tanimura
Nana Tanimura (谷村 奈南 Tanimura Nana?,  Sapporo, Hokkaidō, 10 de septiembre de 1987) es una cantante japonesa de J-pop.

## Biografía

### Primeros años
Tanimura nació el 10 de septiembre de 1987 en la ciudad de Sapporo, Hokkaidō, pero gran parte de su infancia la pasaría en Osaka. Entre los tres y ocho años, se mudó con frecuencia entre Osaka y Hawái, después de lo cual también vivió durante un período en Los Ángeles.
Tanimura se inscribió en la facultad de derecho de la Universidad de Aoyama Gakuin en Shibuya, donde se graduó en marzo de 2010. Está casada con el boxeador profesional y tres veces campeón mundial, Kazuto Ioka.

### Carrera
En su tercer año de escuela secundaria, Tanimura llamó la atención de algunos cazatalentos durante un evento en Osaka y fue reclutada. En 2007, sus primeros sencillos, "Again" y "Say Good-Bye", fueron lanzados bajo la discográfica Sonic Groove de Avex. Los sencillos se posicionaron en los puestos número 55 y 105 en las listas de Oricon. En 2008, Tanimura lanzó dos nuevos sencillos; "Jungle Dance" y "If I'm Not the One / Sexy Senorita". Estos alcanzaron los puestos 15 y 8, respectivamente.
En 2010, fue seleccionada para interpretar los temas oficiales del juego Fist of the North Star: Ken´s Rage. Las canciones fueron lanzadas como parte de "Far Away / Believe You" el 24 de marzo de 2010.

## Discografía

### Álbumes
| Título         | Lanzamiento | Daily ranking* | Weekly ranking* | Ventas | Tipo       |
| -------------- | ----------- | -------------- | --------------- | ------ | ---------- |
| Nana Best      | 2011-08-10  | 7              | 15              | 11,000 | Copilación |
| *Oricon Charts |             |                |                 |        |            |

### Sencillos
| Título                             | Lanzamiento | Weekly ranking* | Ventas | Álbum     |
| ---------------------------------- | ----------- | --------------- | ------ | --------- |
| Again                              | 2007-05-30  | 55              | —      | Nana Best |
| Say Good-Bye                       | 2007-11-14  | 105             | —      | Nana Best |
| Jungle Dance                       | 2008-05-30  | 15              | 28,000 | Nana Best |
| If I'm Not the One / Sexy Senorita | 2008-08-13  | 8               | 28,000 | Nana Best |
| Crazy for You                      | 2009-02-18  | 10              | 15,000 | Nana Best |
| Every-body                         | 2009-07-08  | 16              | 8,000  | Nana Best |
| Far Away / Believe You             | 2010-03-24  | 11              | 10,000 | Nana Best |
| Toxic                              | 2010-11-24  | 39              | 5,000  | Nana Best |
| *Oricon Charts                     |             |                 |        |           |